# CSES
CSES, acronimo di China Seismo-Electromagnetic Satellite, è una missione spaziale congiunta sino-italiana composta da una costellazione di satelliti per lo studio del campo magnetico, del plasma e dei flussi di particelle nell'orbita terrestre.
Il primo satellite CSES-1 è stato lanciato il 2 febbraio 2018 dal Centro spaziale di Jiuquan con un lanciatore Lunga Marcia 2D. Il lancio del secondo satellite, CSES-2 è avvenuto il 14 giugno 2025.

## Obiettivi
La missione ha lo scopo di studiare l'esistenza di possibili correlazioni temporali e spaziali tra l'occorrenza di perturbazioni iono-magnetosferiche, precipitazioni di particelle dalla fascia di Van Allen interna ed eventi sismici. Un'attenta analisi è necessaria per distinguere le misurazioni associate agli eventi sismici da quelle di fondo prodotte dall'attività solare e dalle emissioni elettromagnetiche della troposfera.
La missione CSES studia la struttura e la dinamica della parte superiore della ionosfera, i meccanismi di interazione tra l'atmosfera superiore, la ionosfera e la magnetosfera e le variazioni temporali del campo geomagnetico in condizioni di quiete e di disturbo. I dati raccolti serviranno anche a studiare le interazioni tra Sole e Terra e fenomeni fisici tra cui le espulsioni di massa coronale, i brillamenti e la modulazione solare dei raggi cosmici. La missione contribuirà allo sviluppo di un servizio di osservazione condiviso per la cooperazione internazionale e la comunità scientifica.
La missione fa parte di un programma di collaborazione tra l'Agenzia spaziale cinese (CNSA) e l'Agenzia Spaziale Italiana (ASI). È il risultato di studi condotti insieme da ricercatori dell'Agenzia cinese per i terremoti (CEA), guidata dal professor Xuhui Shen, e dall'Istituto nazionale di fisica nucleare (INFN) ed altri istituti e università italiani, guidati dal professor Roberto Battiston.

## Partecipanti
Gli istituti cinesi coinvolti nel progetto sono l'Agenzia spaziale cinese (CNSA), l'Agenzia cinese per i terremoti (CEA), l'Istituto di fisica di Lanzhou (LIP), l'Istituto di dinamica crostale (ICD-CEA), l'Istituto di fisica ad alta energia (IHEP), il Centro nazionale per la scienza spaziale (NSSC), il Centro di scienza spaziale e ricerca applicata dell'Accademia cinese delle scienze (CSSAR-CAS) e alcune aziende.
L'Italia partecipa alla missione CSES attraverso il progetto LIMADOU guidato dal professor Piergiorgio Picozza (ricercatore principale), finanziato dall'Agenzia Spaziale Italiana (ASI) e dall'Istituto nazionale di fisica nucleare (INFN). Al progetto partecipano anche il Trento Institute for Fundamental Physics and Applications (TIFPA), i Laboratori nazionali di Frascati, le università di Bologna, Trento, Roma Tor Vergata, l'UniNettuno, l'Istituto di astrofisica e planetologia spaziali (INAF-IAPS) e l'Istituto nazionale di geofisica e vulcanologia (INGV).
Il progetto LIMADOU ha fornito l’High Energy Particle Detector (HEPD) del satellite, progettato per ottimizzare la rilevazione di particelle cariche in caduta dalla fascia di Van Allen interna a causa di fenomeni sismici e perturbazioni elettromagnetiche di natura non sismica. Ha inoltre collaborato allo sviluppo e al collaudo dell’Electronic Field Detector (EFD) nella camera al plasma dell'INAF-IAPS a Roma e partecipa all'analisi dei dati di tutti gli strumenti del satellite CSES.

## Satellite CSES-1

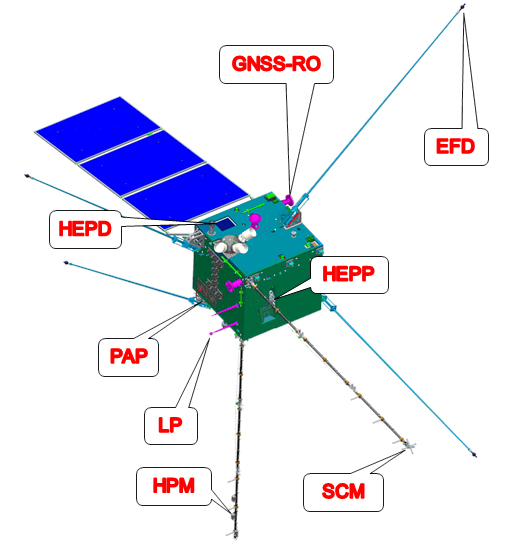
Gli strumenti del satellite CSES-1. L'antenna tribanda non è visibile nell'immagine.

Il CSES-1 è un satellite con stabilizzazione triassiale, basato sulla piattaforma cinese CAST2000, con massa di circa 730 kg e potenza di picco di circa 730 W. I dati scientifici vengono trasmessi in banda X a 120 Mbit/s. Si trova in un'orbita circolare eliosincrona a 500 km di altezza, con un'inclinazione di circa 98°.
Gli strumenti del satellite CSES includono:
- due rilevatori di particelle, l’High-Energy Particle Detectors (HEPD) e l’High-Energy Particle Package (HEPP), per misurare il flusso, lo spettro energetico, il tipo e la direzione delle particelle;
- due magnetometri, il Search-Coil Magnetometer (SCM) e l’High Precision Magnetometer (HPM), per misurare le componenti e l'intensità totale del campo magnetico rispettivamente;
- un rilevatore di campo elettrico, l’Electric Field Detector (EFD), per misurare le componenti del campo elettrico in un ampio intervallo di frequenze;
- due sensori per il plasma, il Plasma Analyzer Package (PAP) e il Langmuir Probe (LP);
- un ricevitore GNSS e un'antenna tribanda per misurare la densità di elettroni e per effettuare rilevazioni di tomografia ionosferica.

L'HPM è stato sviluppato congiuntamente dal Centro nazionale per la scienza spaziale (NSSC) dell'Accademia cinese delle scienze, dall'Istituto di ricerca spaziale (IWF) dell'Accademia austriaca delle scienze e dall'Istituto di fisica sperimentale (IEP) dell'Università tecnica di Graz. Il NSSC è responsabile del magnetometro fluxgate a doppio sensore, del processore e dell'unità di alimentazione elettrica. L'IWF e lo IEP partecipano con un magnetometro scalare.

## Satellite CSES-2
Anche il satellite CSES-2 è basato sulla piattaforma cinese CAST2000, con una massa di 900 kg e un consumo energetico di picco di 900 W. Il satellite sarà posizionato su un'orbita circolare eliosincrona a 98° a un'altitudine di circa 500 km, muovendosi sullo stesso piano orbitale di CSES-1, con uno sfasamento di 180° rispetto al primo satellite, al fine di ottimizzare i tempi tra due passaggi sullo stesso sito e ridurre la risoluzione temporale. 